# Haselbach, Straubing-Bogen
Haselbach là một đô thị ở huyện Straubing-Bogen bang Bayern, Đức.